# She Called Me Baby
«She Called Me Baby» es una canción escrita e interpretada por Harlan Howard en 1961. La versión más conocida de la canción es una grabación por el músico estadounidense Charlie Rich. Se publicó en septiembre de 1974 como el sencillo principal de su álbum del mismo nombre.

## Recepción de la crítica
Un escritor no especificado de Record World declaró: “Esta gran canción de Harlan Howard recibe un tratamiento exitoso de la voz más rica del country”. Un escritor no especificado de la revista Cash Box declaró: “Una balada tierna y delicada, Charlie atiende la voz con su habitual profesionalismo que ha sido constante a lo largo de su excelente carrera”.

## Rendimiento comercial
En Estados Unidos, «She Called Me Baby» debutó en la posición número 90 de la lista Hot Country Singles de Billboard durante la semana que terminó el 28 de septiembre de 1974, donde se desempeñó como el cuarto debut más alto de la edición. Después de escalar de manera constante la lista durante once semanas consecutivas, encabezó la lista el 7 de diciembre, donde desplazó la canción de John Denver, «Back Home Again», del puesto más alto. «She Called Me Baby» salió de la lista Hot Country Singles el 4 de enero de 1975 en la posición número 58; en total, pasó quince semanas consecutivas entre los rankings de la lista. En la lista de sencillos de todos los géneros, «She Called Me Baby» alcanzó el puesto número 47 el 2 de noviembre de 1974.
Fuera del país natal de Rich, el sencillo tuvo un éxito comercial similar. En Canadá, «She Called Me Baby» debutó en el puesto número 47 de la lista RPM Country Playlist durante la semana que terminó el 28 de septiembre de 1974, donde se desempeñó como el debut más alto de la edición. En su decimocuarta semana en la lista, «She Called Me Baby» alcanzó el número uno que anteriormente ocupaba la canción «Back Home Again» de Denver. El sencillo salió de la lista Country Playlist el 18 de enero de 1975 en la posición número 36; en total, pasó dieciséis semanas consecutivas entre los rankings de la lista. En la lista de sencillos de todos los géneros, «She Called Me Baby» alcanzó el puesto número 88 el 9 de noviembre de 1974.

## Lista de canciones
7-inch single – RCA PB-10062
1. «She Called Me Baby» – 2:23
2. «Ten Dollars and a Clean White Shirt» – 2:03

## Posicionamiento
| Gráfica (1974)                                 | Pico de posición |
| ---------------------------------------------- | ---------------- |
| Canadá (RPM Top Singles)                       | 88               |
| Canadá (RPM Pop Music Playlist)                | 35               |
| Canadá (RPM Country Playlist)                  | 1                |
| Estados Unidos (Billboard Hot 100)             | 47               |
| Estados Unidos (Billboard Easy Listening)      | 41               |
| Estados Unidos (Billboard Hot Country Singles) | 1                |